# Katoen Natie
Katoen Natie é uma companhia produtora de produtos químicos. Está sediada em Antuérpia.
Em dezembro de 2009, a Katoen Natie anunciou que instalará 800 000 m² de paineis solares em vários lugares, incluindo Antuérpia. Espera-se que a potência dos paineis instalados na região de Flandres será aumentada em 25% quando estiver tudo concluído. Essa será a maior instalação da Europa. O custo total é estimado em 166 milhões de euros.